# Список номинантов на премию «Большая книга» 2009 года
Список номинантов на премию «Большая книга», попавших в длинный список (лонг-лист) премии «Большая книга» в четвёртом сезоне 2008—2009 года. Всего на премию было номинировано 384 произведения (книг и рукописей). Совет экспертов выбрал 48 произведений. Длинный список был опубликован 24 апреля 2009 года. Список финалистов (шорт-лист) из 13 произведений был опубликован 26 мая 2009 года. Победители были объявлены 26 ноября 2009 года.
Список представлен в следующем виде — Победители, Список финалистов (кроме Победителей), Длинный список (кроме Победителей и Списка финалистов). Для каждого номинанта указано название произведения, а для рукописей — их авторы (по возможности).

## Победители
1. Леонид Юзефович — роман «Журавли и карлики» — Первое место, Приз читательских симпатий (второе место)
2. Александр Терехов — роман «Каменный мост» — Второе место
3. Леонид Зорин — сборник «Скверный глобус» (сборник рассказов) — Третье место
4. Борис Васильев — Специальный приз «За честь и достоинство»

## Список финалистов
1. Андрей Балдин (Рукопись № 254) — «Протяжение точки» (книга эссе), Приз читательских симпатий (первое место)
2. Андрей Волос — «Победитель»
3. Мария Галина — «Малая Глуша»
4. Борис Евсеев — «Лавка нищих»
5. Алла Марченко — «Ахматова: жизнь»
6. Владимир Орлов — «Камергерский переулок»
7. Мариам Петросян (Рукопись № 321) — «Дом, в котором…» (роман), Приз читательских симпатий (третье место)
8. Ольга Славникова — «Любовь в седьмом вагоне» (сборник рассказов)
9. Борис Хазанов — «Вчерашняя вечность»
10. Вадим Ярмолинец — «Свинцовый дирижабль „Иерихон — 86-89“»

## Длинный список
1. Ильдар Абузяров — «Хуш. Роман одной недели»
2. Юрий Арабов — «Чудо»
3. Александр Архангельский — «Цена отсечения»
4. Всеволод Бенигсен — «ГенАцид»
5. Дмитрий Быков — «Булат Окуджава»
6. Алексей Варламов — «Михаил Булгаков»
7. Андрей Геласимов — «Степные боги»
8. Олег Глушкин — «Парк живых и мёртвых»
9. Яна Дубинянская — «Н2О»
10. Владимир Елистратов — «Тю! Или рассказы русского туриста»
11. Сергей Костырко — «На пути в Итаку»
12. Николай Климонтович — «Скверные истории Пети Камнева»
13. Демьян Кудрявцев — «Близнецы»
14. Мастер Чэнь — «Шпион из Калькутты. Амалия и Белое видение»
15. Александр Мелихов — «Интернационал дураков»
16. Егор Молданов — «Трудный возраст»
17. Юнна Мориц — «Рассказы о чудесном»
18. Марина Москвина — «Радио „Москвина“»
19. Ирина Муравьёва — «Любовь фрау Клейст»
20. Сергей Носов — «Тайная жизнь петербургских памятников»
21. Мария Рыбакова — «Острый нож для мягкого сердца»
22. Александр Снегирёв — «Нефтяная Венера»
23. Сергей Соловьев — «Асса» и другие произведения этого автора (в 3-х книгах)
24. Владимир Сорокин — «Сахарный Кремль», «День опричника»
25. Александр Товбин — «Приключение сомнамбулы»
26. Эйтан Финкельштейн — «Лабиринт»
27. Глеб Шульпяков — «Цунами»
28. Лена Элтанг — «Каменные клёны»
29. Сергей Юрский — «Все включено»
30. Рукопись № 200 — «Соблазненные и покинутые»
31. Рукопись № 229 — «Будда разделся»
32. Рукопись № 302 — Марина Палей — «Дань Salamandre»
33. Рукопись № 303 — Ирина Горюнова — «У нас есть мы»
34. Рукопись № 318 — Алла Боссарт — «Любовный бред»
35. Рукопись № 373 — Анатолий Королёв — «Эрон, бегущий на край времени Ленина»